# Herbert Müller (Maler, 1953)

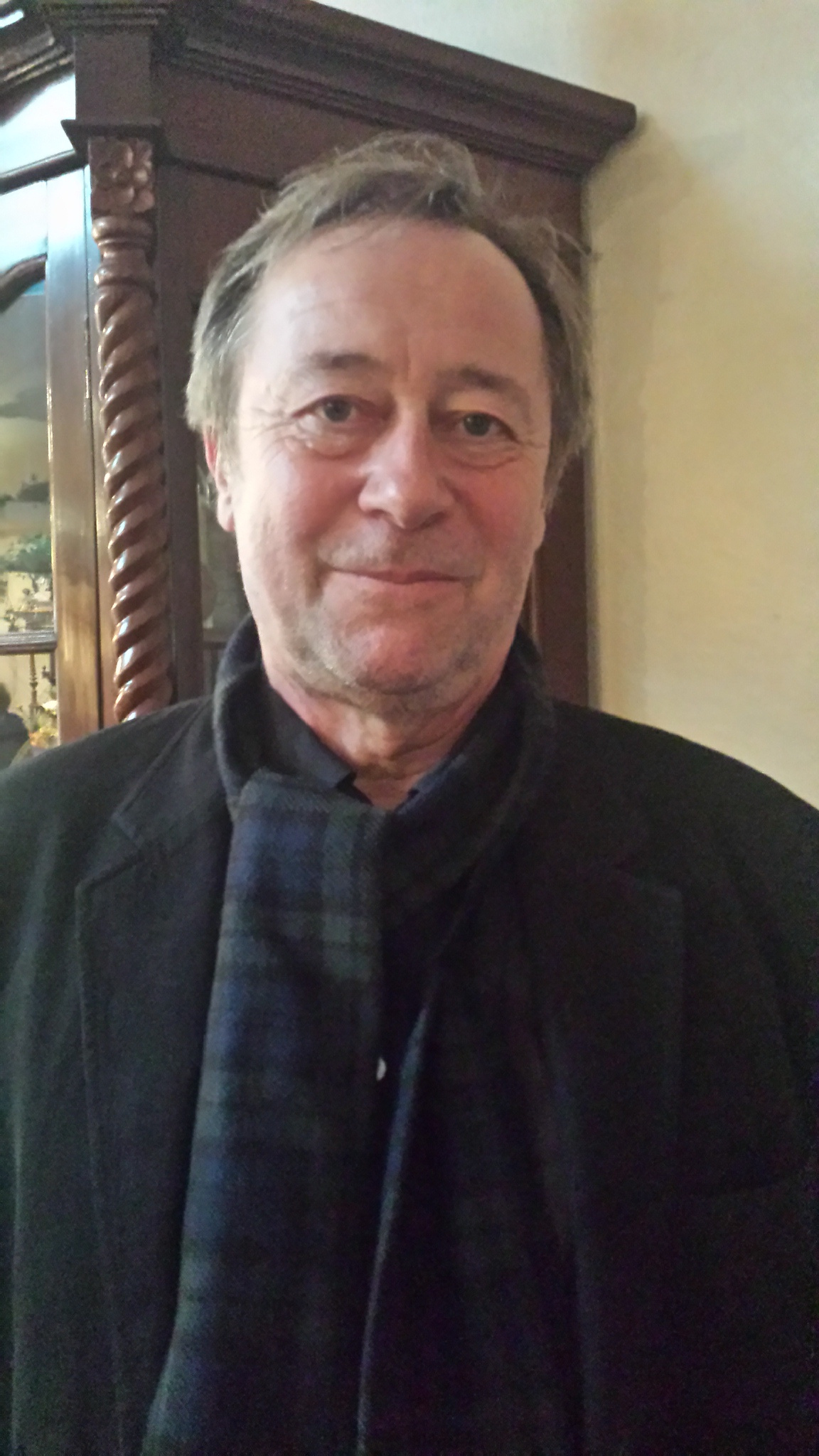
Herbert Müller

Herbert Müller (* 12. April 1953 in Norden) ist ein ostfriesischer Kunsterzieher und freischaffender Maler, der über die Grenzen seiner Heimat hinaus Bekanntheit erlangte. Schwerpunkte seines künstlerischen Schaffens sind die Landschafts- und Historienmalerei. Zu den Themen, die Müller bearbeitet, gehören unter anderem norddeutsche Landschaften, Reiseeindrücke aus Europa, Afrika und Fernost sowie die künstlerische Auseinandersetzung mit zeitgeschichtlichen Ereignissen des 20. Jahrhunderts.

## Leben
Kindheit und Jugend verbrachte Herbert Müller in der ostfriesischen Kleinstadt Norden. Nach dem Abitur am Ulrichsgymnasium Norden studierte er von 1973 bis 1979 Malerei an der Kunstakademie Münster bei Professor Udo Scheel. Parallel dazu immatrikulierte er sich an der Westfälischen Wilhelms-Universität in Münster und nahm dort ein Studium der Geschichte auf.
1981 wurde er Kunsterzieher am Gymnasium Ulricianum in Aurich. Neben seiner pädagogischen Tätigkeit betreibt Müller ein eigenes Atelier und ist Mitglied des Bundesverbandes Bildender Künstlerinnen und Künstler (BBK), Landesverband Niedersachsen und Vorsitzender der Sektion Ostfriesland des BBK.
Müller lebt in Fehnhusen, einem Ortsteil der Gemeinde Südbrookmerland.

## Werk
Seine eigentliche künstlerische Arbeit begann Herbert Müller in den 70er Jahren des 20. Jahrhunderts. Zunächst war es die nordwestdeutsche Heimat, mit deren Farben und Formen er sich in Aquarell und Öl auseinandersetzte. Ausgedehnte Reisen führten ihn unter anderem nach Griechenland, Italien, Nordzypern, Polen, Nordafrika und Kambodscha. Die Eindrücke dieser Reisen schlugen sich in umfangreichen Aquarellzyklen nieder.
Seit den 1980er Jahren beschäftigt sich Müller in seinen Werken zunehmend mit der jüngeren deutschen Vergangenheit. Dazu gehören die Bildfolgen zum KZ Engerhafe, einer Außenstelle des Konzentrationslagers Neuengamme. In Aquarellen, Skizzen und Gouachen werden hier furchtbare Geschehnisse verarbeitet, die sich in der Zeit zwischen Oktober und Dezember 1944 in dem kleinen südbrookmerlander Warfendorf ereignet haben – in unmittelbarer Nachbarschaft der Kirche und im Garten des Pfarrhauses der Gemeinde. 188 Häftlinge sind in Engerhafe unter den Augen der Dorfbevölkerung durch Hunger und Krankheit ums Leben gekommen. Müller verarbeitete in seiner Bildfolge Zeitzeugenberichte, im Kirchenbuch der Gemeinde entdeckte Totenzettel sowie Fotodokumente über die 1955 durchgeführte Exhumierung der 1944 in aller Eile verscharrten Leichname. Auch die Zyklen Bilder vom Krieg und Jüdische Friedhöfe sind im Zusammenhang dieser Auseinandersetzung zu sehen.
Im Jahr 2005 unternahm Herbert Müller eine Reise nach Kambodscha und begegnete dort den Spuren der Folteropfer der Roten Khmers. Das Gefängnis Tuol Sleng in der Hauptstadt Phnom Penh, eine ehemalige Schule, war vor allem als Folterstätte für Intellektuelle bekannt. Herbert Müller setzte unter anderem Fotografien namenloser Opfer, die nur durch Nummern gekennzeichnet waren, in großformatige Porträts um und schuf damit auf seine Weise ein außergewöhnliches Denkmal. Seine Bilder zu Tuol Sleng stellte er 2006 und 2008 auch in Phnom Penh aus.
Bekannt ist Herbert Müller in seiner Heimat ebenfalls durch eine Reihe größerer Kunstprojekte und Installationen sowie durch sein Engagement für Kunst im öffentlichen Raum.
Eine Auswahl seines Schaffens liegt in Form von Kunstkalendern vor.

## Ausstellungen in Auswahl

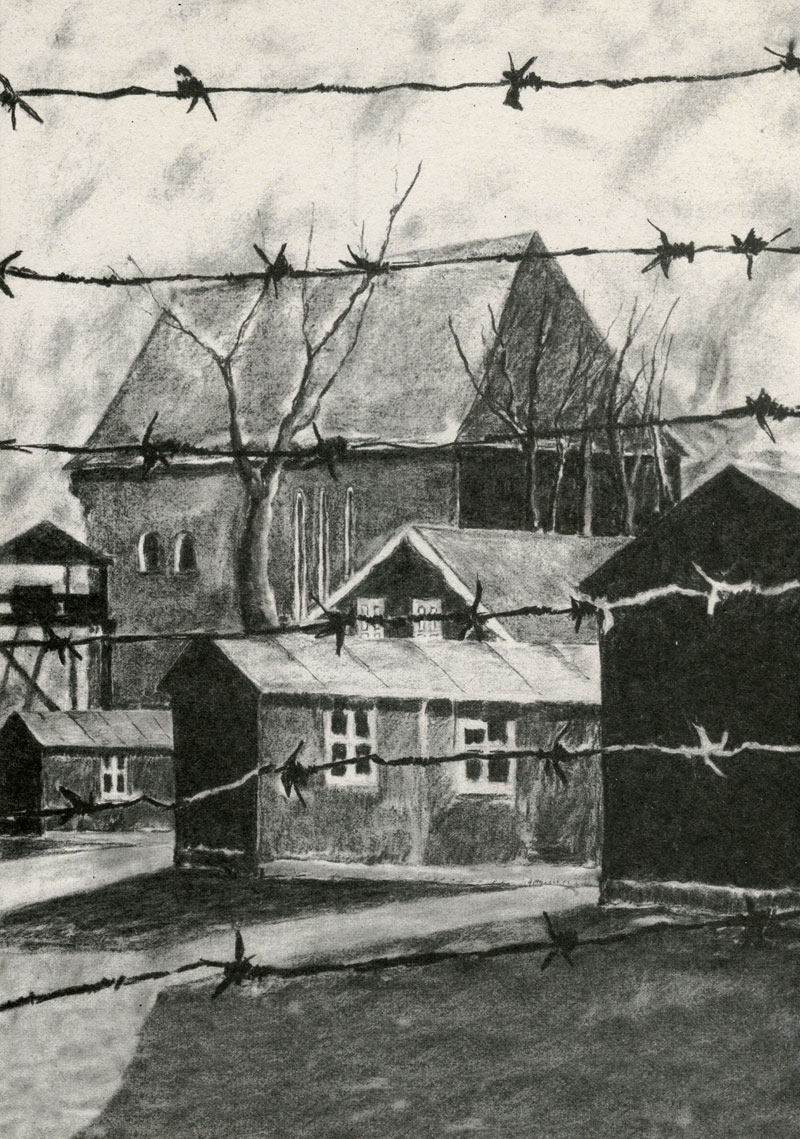
„KZ und Kirche“ (2000), auf Grundlage von Augenzeugenberichten entstandene Kohlezeichnung zum KZ Engerhafe

Neben vielen Ausstellungen, die seine Landschaftsbilder präsentierten, erlangte Herbert Müller besondere Aufmerksamkeit durch seine zeitgeschichtlichen Bilder zum KZ Engerhafe und zu Tuol Sleng / Kambodscha. Sie wurden im In- und Ausland gezeigt.

### Ausstellungen zum KZ Engerhafe
- 1989: Carl von Ossietzky-Universität Oldenburg
- 1994: Kirche und Gulfhof Ihnen, Engerhafe
- 1996: Große Kirche Emden
- 1998: Evangelische Bildungsstätte Bederkesa
- 2000: KZ-Gedenkstätte Neuengamme, Hamburg
- 2002: Gulfhof Aurich-Wallinghausen
- 2004: Stadthaus Meppen
- 2004: Kirche von Thesinge/Niederlande
- 2005: Museum für Gegenwartskunst, Jekaterinburg/Russland
- 2005: Haneburg, Leer
- 2008: Kirche und Gulfhof Ihnen, Engerhafe; Thema: Was ist der Mensch, dass du seiner gedenkst (Psalm 8,5)
- 2010: Rathaus Aurich im Rahmen des Projekts „Kunst und Lehre“[6]

### Ausstellungen zu Tuol Sleng/Kambodscha
- 2006: Ammerland-Klinik Westerstede
- 2006: Meta House Phnom Penh, Kambodscha
- 2006: Kirche von Marum/Niederlande
- 2008: Huck-Beifang-Haus, Steinfurt[7]
- 2008: Meta House Phnom Penh, Kambodscha[8]

## Würdigung
Herbert Müller erhielt im Jahr 2002 den ersten Preis der Kunstausschreibung der Karl-Simrock-Forschung Bonn. Gewürdigt wurden damit Müllers Aquarelle über die Dichter Karl Joseph Simrock (1802–1876) und Ferdinand Freiligrath (1810–1876).